# Budapesti 10. sz. országgyűlési egyéni választókerület
A budapesti 10. sz. országgyűlési egyéni választókerület egyike annak a 106 választókerületnek, amelyre a 2011. évi CCIII. törvény Magyarország területét felosztja, és amelyben a választópolgárok egy-egy országgyűlési képviselőt választhatnak. A választókerület nevének szabványos rövidítése: Budapest 10. OEVK. Székhelye: Budapest III. kerülete 

## Területe
A választókerületet az alábbiak szerint határozza meg a törvény:
A III. kerület választókerülethez tartozó részének határa: A Duna szentendrei ágának középvonalától a régi békásmegyeri határ mentén halad az Ország útig, az Ország út keleti oldalán déli irányban a Táncsics Mihály utcáig, a Táncsics Mihály utca páratlan házszámozású déli oldalán az Ezüsthegy utcáig, az Ezüsthegy utca keleti oldalán déli irányba a Dózsa György utca torkolatáig, a Dózsa György utcán tovább haladva a Hollós Korvin Lajos utcáig, a Hollós Korvin Lajos utca északi oldalán az utca végéig, majd a vonal elméleti meghosszabbításának és a Batthyány utcának a metszéspontjáig, a Batthyány utca páratlan számozású (keleti) oldala, majd folytatásában a Rákóczi utca páros házszámozású (keleti) oldalán a Határ útig, a Határ út déli oldalán haladva az Aranyhegyi útig, az Aranyhegyi út páratlan házszámozású oldalán, majd folytatásában a Pomázi út páratlan házszámozású oldalán a Bécsi útig, a Bécsi út páratlan házszámozású oldalán a Kiscelli utcáig, a Kiscelli utca páratlan házszámozású oldalán a Pacsirtamező utcáig, a Pacsirtamező utca páratlan házszámozású oldalán a Tímár utcáig, a Tímár utca páratlan házszámozású vonalán halad a Duna budai ágának középvonaláig, majd a középvonaltól északi irányba a kiindulási pontig körbezárt terület.

## Országgyűlési képviselője
| Név         | Párt                                         | Párt      | Terminus    | Megjegyzés                                   |
| ----------- | -------------------------------------------- | --------- | ----------- | -------------------------------------------- |
| Kiss László |                                              | MSZP      | 2014 – 2018 | A 2014-es országgyűlési választás eredménye: |
| Szabó Tímea |                                              | Párbeszéd | 2018 –      | A 2018-as országgyűlési választás eredménye: |
| Szabó Tímea | A 2022-es országgyűlési választás eredménye: | Párbeszéd | 2018 –      |                                              |

## Demográfiai profilja
| Iskolai végzettség                | Iskolai végzettség               | Iskolai végzettség | Iskolai végzettség | Iskolai végzettség |
| --------------------------------- | -------------------------------- | ------------------ | ------------------ | ------------------ |
|                                   |                                  |                    |                    | fő                 |
| Általános iskolát nem végezte el  | Általános iskolát nem végezte el |                    | 657                | 657                |
| Általános iskola                  | Általános iskola                 |                    | 7784               | 7784               |
| Szakmunkás                        | Szakmunkás                       |                    | 8787               | 8787               |
| Érettségi                         | Érettségi                        |                    | 28757              | 28757              |
| Diploma                           | Diploma                          |                    | 27206              | 27206              |
| A 2022. évi népszámlálás szerint. |                                  |                    |                    |                    |

A budapesti 10. sz. választókerület lakónépessége 2022. október 1-jén 85 449 fő volt. A 2011-es és a 2022-es népszámlálás között 4885 fővel csökkent a választókerület lakosság száma. A választókerületben a korösszetétel alapján a legtöbben a középkorúak élnek 29 922 fővel, míg a legkevesebben a gyermekek 12 258 fővel. A választókerület lakosságának a 89,8%-nál van internet elérési lehetőség.
A legmagasabb befejezett iskolai végzettség szerint az érettségi végzettséggel rendelkezők élnek a legtöbben 28 757 fő, utánuk a következő nagy csoport a diplomások 27 206 fővel.
Gazdasági aktivitás szerint a lakosság több mint a fele foglalkoztatott 45 553 fő, második legjelentősebb csoport az inaktív keresők, akik főleg nyugdíjasok 20 087 fővel.
A választókerület legjelentősebb nemzetiségi csoportja a német 912 fő, illetve a cigány 339 fő. Magyar állampolgársággal nem rendelkező külföldi állampolgárok aránya 2,3%.
Vallási összetétel szerint a választókerületben lakók legnagyobb vallása a római katolikus (17 925 fő), valamint jelentős közösség még a reformátusok (5756 fő). A vallási közösséghez nem tartozók száma szintén jelentős (14 267 fő), a választókerületben a második legnagyobb csoport a római katolikus vallás után.

## Országgyűlési választások
| Párt                                                             | Párt                      | Jelölt                 | Szavazatok | %     | ± %   |
| ---------------------------------------------------------------- | ------------------------- | ---------------------- | ---------- | ----- | ----- |
|                                                                  | Egységben Magyarországért | Szabó Tímea            | 26 051     | 48,82 | 14,09 |
|                                                                  | Fidesz-KDNP               | Bús Balázs             | 21 940     | 41,12 | 4,76  |
|                                                                  | MKKP                      | Budai Sándor           | 1954       | 3,66  | Új    |
|                                                                  | Mi Hazánk                 | Katona Miklós          | 1929       | 3,61  | Új    |
|                                                                  | MEMO                      | Poteczki Imre          | 826        | 1,55  | Új    |
|                                                                  | VD                        | Rózsa László Péter     | 365        | 0,68  | Új    |
|                                                                  | Normális Párt             | Müller Anita           | 296        | 0,55  | Új    |
| Megjelent                                                        | Megjelent                 | Megjelent              | 53 916     | 77,27 | 0,21  |
| Választópolgárok száma                                           | Választópolgárok száma    | Választópolgárok száma | 69 771     | 100   | 4,71  |
| A Párbeszéd az ellenzéki összefogás részeként tartja a körzetet. |                           |                        |            |       |       |

| Párt                                 | Párt                   | Jelölt                 | Szavazatok | %     | ± %  |
| ------------------------------------ | ---------------------- | ---------------------- | ---------- | ----- | ---- |
|                                      | MSZP-Párbeszéd         | Szabó Tímea            | 27 017     | 48,15 | 9,91 |
|                                      | Fidesz-KDNP            | Menczer Erzsébet       | 20 403     | 36,36 | 0,54 |
|                                      | Jobbik                 | Zsiga-Kárpát Dániel    | 6070       | 10,82 | 2,45 |
|                                      | Momentum               | Donáth Anna            | 2213       | 3,94  | Új   |
|                                      | Egyéb pártok           |                        | 407        | 0,73  | 2,98 |
| Megjelent                            | Megjelent              | Megjelent              | 56 731     | 77,48 | 7,51 |
| Választópolgárok száma               | Választópolgárok száma | Választópolgárok száma | 73 216     | 100   | 1,38 |
| Az MSZP-Párbeszéd tartja a körzetet. |                        |                        |            |       |      |

| Párt                                                  | Párt                   | Jelölt                    | Szavazatok | %     |
| ----------------------------------------------------- | ---------------------- | ------------------------- | ---------- | ----- |
|                                                       | Összefogás             | Kiss László               | 19 633     | 38,24 |
|                                                       | Fidesz-KDNP            | Keszegné Menczer Erzsébet | 18 394     | 35,82 |
|                                                       | Jobbik                 | Zsiga-Kárpát Dániel       | 6815       | 13,27 |
|                                                       | LMP                    | Száraz Dorottya           | 4593       | 8,95  |
|                                                       | Egyéb pártok           |                           | 1911       | 3,71  |
| Megjelent                                             | Megjelent              | Megjelent                 | 51 945     | 69,97 |
| Választópolgárok száma                                | Választópolgárok száma | Választópolgárok száma    | 74 243     | 100   |
| Az MSZP az Összefogás részeként nyeri meg a körzetet. |                        |                           |            |       |